# Crataegus aestivalis
Crataegus aestivalis är en rosväxtart som först beskrevs av Thomas Walter, och fick sitt nu gällande namn av John Torrey och Asa Gray. Crataegus aestivalis ingår i hagtornssläktet som ingår i familjen rosväxter. Inga underarter finns listade i Catalogue of Life.